# Penwith
Penwith (korn. Pennwydh) – półwysep w Wielkiej Brytanii w Kornwalii. Drugorzędny wobec Półwyspu Kornwalijskiego, zajmuje jego północno-zachodnią część, położony naprzeciwko półwyspu Lizard. Powierzchnia wynosi 300 km². Zamieszkany jest przez 65 000 mieszkańców.

## Geologia

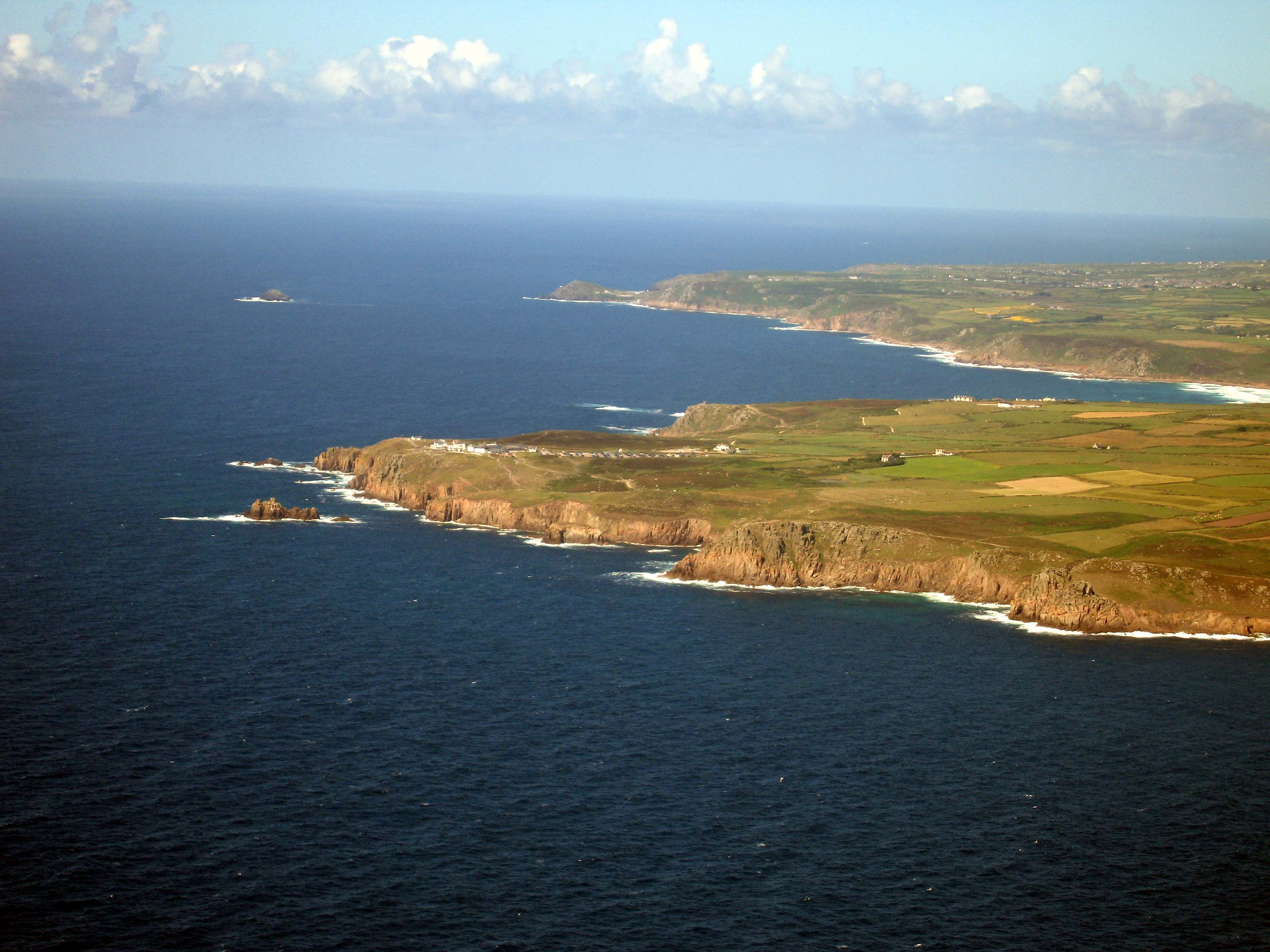
Land’s End z lotu ptaka

Półwysep Penwith zbudowany jest głównie na podłożu granitowym, co spowodowało powstanie postrzępionej linii brzegowej z wieloma plażami. Tego typu formacja geologiczna wykształciła się tu 280–300 milionów lat temu. Kontakt między granitowym podłożem a skałami osadowymi spowodował powstanie klifów, jak na przykład na przylądku Land’s End. Na północy półwyspu występują rudy miedzi i cyny. Metale te wydobywano tu od czasów przed epoką rzymską aż do końca XIX wieku. 
W swym wnętrzu półwysep jest przeważnie granitowy z warstwą gleby. Klimat oceaniczny spowodował, że poza obszarami bagiennymi półwysep jest skąpo zarośniętą, bezleśną wyżyną wyniesioną na wysokość 130 m n.p.m. Formacje drzewne powstały głównie w ocienionych dolinach, zwłaszcza w południowej części półwyspu. Krajobraz półwyspu jest częściowo chroniony w ramach parku krajobrazowego.

## Gospodarka
W przeszłości półwysep był ważnym ośrodkiem wydobycia metali kolorowych – miedzi i cyny. Mimo że złoża nie zostały jeszcze wyczerpane, w latach 70. XX wieku całkowicie zaprzestano ich eksploatacji. 
Ważną rolę w gospodarce półwyspu odgrywa rybołówstwo, a wartość sektora szacuje się na 99 milionów GBP. Poławia się głównie sardynki i kraby. Rolnictwo pozostaje również ważnym działem gospodarki półwyspu, mimo taniego importu zwłaszcza z Egiptu. Dominuje uprawa ziemniaków, kalafiorów i brokułów.
Gospodarka półwyspu w dużej mierze oparta jest na turystyce. Łagodny, ciepły w porównaniu z resztą Anglii klimat, malownicze plaże, dobra infrastruktura i duża liczba interesujących obiektów powodują, że półwysep jest licznie odwiedzany przez turystów, a udział tego sektora ocenia się na 25%.

## Atrakcje turystyczne półwyspu
- przylądek Land’s End

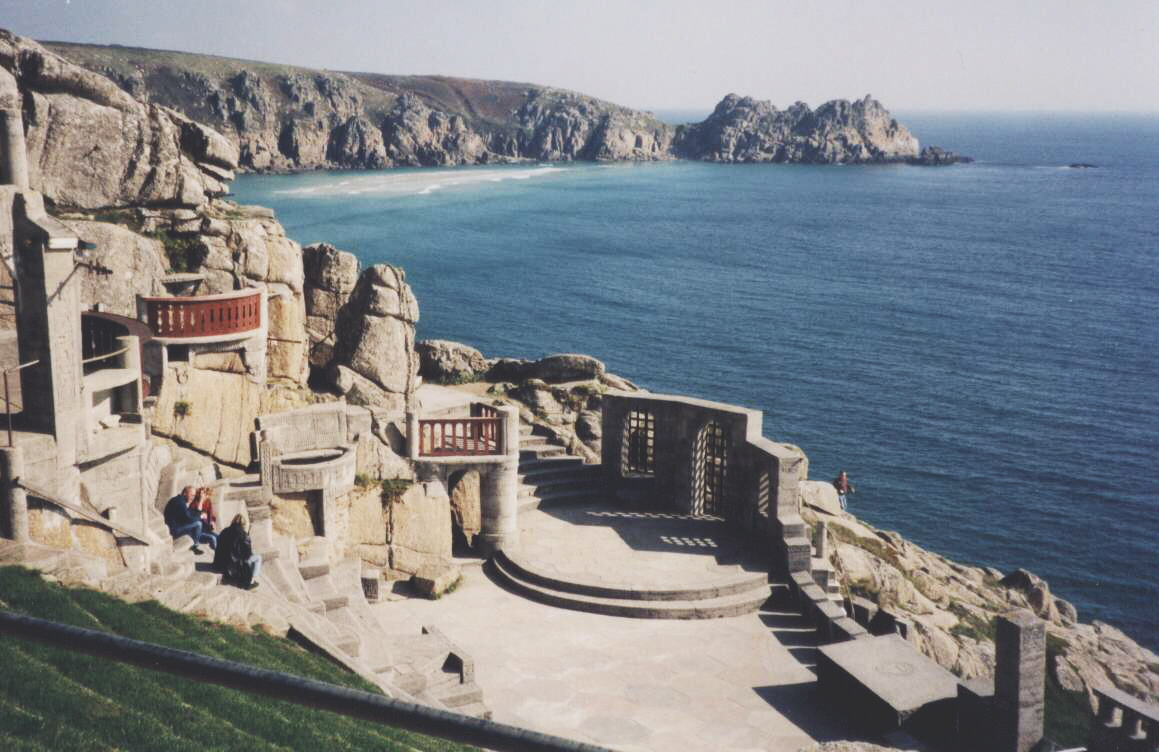
Minack Theatre

- krajobraz kopalniany wokół St Just, znajdujące się na liście światowego dziedzictwa UNESCO
- Mousehole
- szlak turystyczny South West Coast Path
- wyspa St Michael’s Mount
- Muzeum Telegrafu w Porthcurno

## Miasta półwyspu
- St Ives
- St Just
- Penzance